# خط زمان (فیلم)
«خط زمان» (انگلیسی: Timeline) یک فیلم علمی تخیلی و  ماجراجویانه محصول سال ۲۰۰۳ به کارگردانی ریچارد دانر با بازی پل واکر، فرانسیس اوکانر، جرارد باتلر، بیلی کانولی، دیوید تیولیس و آنا فریل است. بر اساس رمانی به همین نام اثر مایکل کرایتون در سال ۱۹۹۹، داستان فیلم مربوط به تیمی از دانشجویان باستان شناسی و تاریخ است که در زمان به فرانسه قرون وسطی بازگردانده می‌شوند تا استاد خود را از میانه نبرد نجات دهند.
این فیلم با استقبال ضعیف منتقدان مواجه شد و در باکس آفیس بمباران شد و حدود ۴۹ میلیون دلار از دست داد.

## داستان
داستان فیلم درباره‌ی گروهی از دانشجویان رشتهٔ باستان‌شناسی است که به گذشته و به قرن چهاردهم میلادی سفر می‌کنند تا پروفسور خود را بازیابی کنند. اما در گذشته به دام می افتند و…

## بازیگران
- پل واکر
- فرانسیس اوکانر
- جرارد باتلر
- بیلی کانلی
- دیوید تیولیس
- آنا فریل
- نیال مک‌دوناف
- مت کریون
- ایتان امبری
- مایکل شین
- لمبرت ویلسون
- مارتون سوکاس
- پاتریک سابونگوی